# Mùa giải quần vợt năm 2015 của Novak Djokovic
Mùa giải quần vợt năm 2015 của Novak Djokovic được coi là một trong những mùa giải hay nhất mọi thời đại của một tay vợt. Các thành tích/kỷ lục đáng chú ý ở mùa giải này là: giành 3 danh hiệu Grand Slam, trở thành tay vợt nam thứ ba vào đến cả bốn trận chung kết Grand Slam trong một mùa giải trong Kỷ nguyên Mở (sau Rod Laver và Roger Federer), giữ vị trí số 1 thế giới trong cả 52 tuần của năm, giành 6 danh hiệu Masters 1000, vô địch ATP World Tour Finals, vào đến trận chung kết 8 giải Masters 1000, kỷ lục vào 15 trận chung kết liên tiếp, kỷ lục 31 trận thắng trước các tay vợt trong top 10 tại thời điểm diễn ra trận đấu và kiếm được số tiền thưởng kỷ lục. Djokovic có thành tích ấn tượng 15–4 trước 3 tay vợt còn lại của Big Four, bao gồm thành tích 4–0 trước Rafael Nadal, 5–3 trước Roger Federer và 6–1 trước Andy Murray. Ngoài ra, anh cũng kết thúc mùa giải với thành tích 16–4 trước các tay vợt top-5.

## Đánh giá
Nhiều người coi đây là mùa giải hay nhất trong lịch sử quần vợt, vì Djokovic đã thi đấu áp đảo ở tất cả các giải đấu lớn và về mặt thống kê, đây là một trong những mùa giải hay nhất. Mùa giải 2015 của Djokovic thường được so sánh với mùa giải 2006 của Federer. Đây cũng được coi là một trong hai mùa giải hay nhất của Djokovic, cùng với mùa giải 2011 của anh.

## Tóm tắt năm

### Grand Slam
Djokovic lọt vào trận chung kết Giải quần vợt Úc Mở rộng 2015 sau khi đánh bại Milos Raonic ở vòng tứ kết và đương kim vô địch Stan Wawrinka ở vòng bán kết. Anh sau đó đánh bại Andy Murray trong trận chung kết, qua đó giành danh hiệu Úc Mở rộng thứ 5 trong sự nghiệp, một kỷ lục trong Kỷ nguyên Mở.
Tại Giải quần vợt Pháp Mở rộng, Djokovic lọt vào trận chung kết sau khi đánh bại kình địch Rafael Nadal ở vòng tứ kết (trở thành tay vợt nam thứ hai đánh bại Nadal tại Roland Garros) và Andy Murray ở vòng bán kết, nhưng để thua trong trận chung kết trước Stan Wawrinka, chấm dứt chuỗi 28 trận thắng liên tiếp và khiến Djokovic không thể hoàn thành Grand Slam sự nghiệp.
Tại Giải quần vợt Wimbledon 2015, anh bắt đầu hành trình bảo vệ danh hiệu bằng các trận thắng trước Philipp Kohlschreiber, Jarkko Nieminen, và Bernard Tomic ở ba vòng đấu đầu tiên. Ở vòng 4, Djokovic để thua hai set đầu trước khi lội ngược dòng để đánh bại Kevin Anderson sau năm set. Anh tiếp tục đánh bại Marin Čilić và Richard Gasquet sau ba set để đối đầu với Roger Federer trong trận chung kết. Djokovic thắng tay vợt người Thụy Sĩ sau 4 set đấu, qua đó giành danh hiệu Grand Slam thứ 9 trong sự nghiệp. Đây là lần đầu tiên anh giành nhiều danh hiệu Grand Slam trong một năm dương lịch kể từ năm 2011.
Tại Giải quần vợt Mỹ Mở rộng, Djokovic giành quyền vào trận chung kết sau khi đánh bại Feliciano López ở vòng tứ kết và Marin Čilić ở vòng bán kết. Anh đánh bại Roger Federer sau bốn set trong trận chung kết để vô địch giải đấu. Trên hành trình vô địch, Djokovic đánh bại đương kim vô địch của tất cả các giải Grand Slam ngoại trừ Wimbledon, nơi anh chính là đương kim vô địch và đánh bại á quân của năm 2014.
Năm 2015 là năm đầu tiên Djokovic lọt vào trận chung kết của cả bốn giải Grand Slam và vô địch được 3 giải trong số đó, với trận thua duy nhất tại Giải quần vợt Pháp Mở rộng trước Stan Wawrinka.

### Các giải đấu khác
Djokovic bắt đầu mùa giải tại giải giao hữu World Tennis Championship, nhưng sau đó rút lui trong trận chung kết trước Andy Murray. Giải đấu chính thức đầu tiên của anh là ở Doha, Qatar. Giải đấu tiếp theo của Djokovic là Dubai Tennis Championships 2015 vào cuối tháng 2, nơi anh thua 3–6, 5–7 trong trận chung kết trước Roger Federer. Anh gặp lại Federer trong trận chung kết BNP Paribas Open 2015 tại Indian Wells và thắng trong ba set. Djokovic sau đó tham dự giải Miami Open 2015 và có lần thứ năm vô địch giải đấu sau khi đánh bại Andy Murray trong trận chung kết sau ba set.
Ở mùa giải sân đất nện, Djokovic tham dự giải Monte-Carlo Rolex Masters 2015 và có lần thứ hai vô địch giải đấu sau khi đánh bại Marin Čilić ở vòng tứ kết, Rafael Nadal ở vòng bán kết, và Tomáš Berdych trong trận chung kết, kéo dài chuỗi trận thắng lên 17 trận. Anh cũng giành danh hiệu Masters thứ 23, cân bằng với Roger Federer. Djokovic rút lui khỏi Madrid Open để nghỉ ngơi cho giải Internazionali BNL d'Italia và Giải quần vợt Pháp Mở rộng. Sau khi rút lui khỏi Madrid, Djokovic giành danh hiệu Rome thứ 4 tại Internazionali BNL d'Italia 2015 sau khi đánh bại Roger Federer trong trận chung kết sau hai set, tiếp tục kéo dài chuỗi trận thắng lên 22 trận.
Ở mùa giải sân cứng mùa hè, Djokovic tham dự cả Rogers Cup 2015 và Western & Southern Open 2015, nơi anh lọt vào trận chung kết ở cả hai giải. Ở Montreal, Djokovic thua trước Andy Murray sau ba set, kết thúc chuỗi 8 trận thắng liên tiếp của anh trước Murray, trong khi ở Cincinnati, Djokovic thua trước Roger Federer sau hai set, kết thúc chuỗi 3 trận thắng liên tiếp của anh trước Federer, cũng như chấm dứt cơ hội vô địch cả hai giải Masters 1000 này. Sau Mỹ Mở rộng, trong mùa giải sân cứng châu Á mùa thu, Djokovic giành danh hiệu China Open thứ 6 và Shanghai Masters thứ 3, thắng tất cả các trận đấu sau hai set. Sau chức vô địch ở Thượng Hải, Djokovic giành danh hiệu Masters thứ 6 trong năm tại BNP Paribas Masters 2015, đánh bại Andy Murray trong trận chung kết. Đó cũng là trận thắng Murray thứ sáu của anh trong mùa giải.
Djokovic trở thành tay vợt duy nhất đánh bại tất cả các tay vợt trong top 10 ở mùa giải quần vợt năm 2015.

## Tất cả các trận đấu
Bảng dưới đây liệt kê tất cả các trận đấu của Djokovic trong năm 2015.
| VĐ | CK | BK | TK | V# | RR | Q# | A |  | Z# | PO | G | F-S | SF-B | NMS | NH |

### Đơn
| Giải đấu | Trận | Vòng                       | Đối thủ | Xếp hạng   | Kết quả                           | Tỷ số |
| --- | ---- | -------------------------- | ------- | ---------- | --------------------------------- | ----- |
| Qatar Open Doha, Qatar ATP Tour 250 Cứng, ngoài trời 5 – 10 tháng 1 năm 2015                                                 |      |                            |         |            |                                   |       |
| 1 / 745 | V1   | Dušan Lajović              | 68      | Thắng      | 6–2, 6–1                          |       |
| 2 / 746 | V2   | Sergiy Stakhovsky          | 57      | Thắng      | 6–2, 6–1                          |       |
| 3 / 747 | TK   | Ivo Karlović (7)           | 27      | Thua       | 7–6(7–2), 6–7(7–9), 4–6           |       |
| |      |                            |         |            |                                   |       |
| Giải quần vợt Úc Mở rộng Melbourne, Úc Grand Slam Cứng, ngoài trời 19 tháng 1 – 1 tháng 2 năm 2015                           |      |                            |         |            |                                   |       |
| 4 / 748 | V1   | Aljaž Bedene (Q)           | 116     | Thắng      | 6–3, 6–2, 6–4                     |       |
| 5 / 749 | V2   | Andrey Kuznetsov           | 88      | Thắng      | 6–0, 6–1, 6–4                     |       |
| 6 / 750 | V3   | Fernando Verdasco (31)     | 33      | Thắng      | 7–6(10–8), 6–3, 6–4               |       |
| 7 / 751 | V4   | Gilles Müller              | 42      | Thắng      | 6–4, 7–5, 7–5                     |       |
| 8 / 752 | TK   | Milos Raonic (8)           | 8       | Thắng      | 7–6(7–5), 6–4, 6–2                |       |
| 9 / 753 | BK   | Stan Wawrinka (4)          | 4       | Thắng      | 7–6(7–1), 3–6, 6–4, 4–6, 6–0      |       |
| 10 / 754 | VĐ   | Andy Murray (6)            | 6       | Thắng (1)  | 7–6(7–5), 6–7(4–7), 6–3, 6–0      |       |
| |      |                            |         |            |                                   |       |
| Dubai Open Dubai, Các Tiểu vương quốc Ả Rập Thống nhất ATP Tour 500 Cứng, ngoài trời 23 – 28 tháng 2 năm 2015                |      |                            |         |            |                                   |       |
| 11 / 755 | V1   | Vasek Pospisil             | 60      | Thắng      | 6–4, 6–4                          |       |
| 12 / 756 | V2   | Andrey Golubev             | 107     | Thắng      | 6–1, 6–2                          |       |
| 13 / 757 | TK   | Marsel İlhan (Q)           | 104     | Thắng      | 6–1, 6–1                          |       |
| 14 / 758 | BK   | Tomáš Berdych (4)          | 8       | Thắng      | 6–0, 5–7, 6–4                     |       |
| 15 / 759 | CK   | Roger Federer (2)          | 2       | Thua (1)   | 3–6, 5–7                          |       |
| |      |                            |         |            |                                   |       |
| Davis Cup Kraljevo, Serbia Davis Cup Cứng, trong nhà 6 – 8 tháng 3 năm 2015                                                  |      |                            |         |            |                                   |       |
| 16 / 760 | V1T1 | Mate Delić                 | 158     | Thắng      | 6–3, 6–2, 6–4                     |       |
| |      |                            |         |            |                                   |       |
| Indian Wells Masters Indian Wells, Hoa Kỳ ATP Tour Masters 1000 Cứng, ngoài trời 9 – 22 tháng 3 năm 2015                     |      |                            |         |            |                                   |       |
| – | V1   | Miễn                       | Miễn    | Miễn       | Miễn                              |       |
| 17 / 761 | V2   | Marcos Baghdatis           | 61      | Thắng      | 6–1, 6–3                          |       |
| 18 / 762 | V3   | Albert Ramos               | 68      | Thắng      | 7–5, 6–3                          |       |
| 19 / 763 | V4   | John Isner (18)            | 20      | Thắng      | 6–4, 7–6(7–5)                     |       |
| – | TK   | Bernard Tomic (32)         | 35      | W/O        | N/A                               |       |
| 20 / 764 | BK   | Andy Murray (4)            | 4       | Thắng      | 6–2, 6–3                          |       |
| 21 / 765 | VĐ   | Roger Federer (2)          | 2       | Thắng (2)  | 6–3, 6–7(5–7), 6–2                |       |
| |      |                            |         |            |                                   |       |
| Miami Open Miami, Hoa Kỳ ATP Tour Masters 1000 Cứng, ngoài trời 23 tháng 3 – 5 tháng 4 năm 2015                              |      |                            |         |            |                                   |       |
| – | V1   | Miễn                       | Miễn    | Miễn       | Miễn                              |       |
| 22 / 766 | V2   | Martin Kližan              | 41      | Thắng      | 6–0, 5–7, 6–1                     |       |
| 23 / 767 | V3   | Steve Darcis (Q)           | 84      | Thắng      | 6–0, 7–5                          |       |
| 24 / 768 | V4   | Alexandr Dolgopolov        | 65      | Thắng      | 6–7(3–7), 7–5, 6–0                |       |
| 25 / 769 | TK   | David Ferrer (6)           | 7       | Thắng      | 7–5, 7–5                          |       |
| 26 / 770 | BK   | John Isner (22)            | 24      | Thắng      | 7–6(7–3), 6–2                     |       |
| 27 / 771 | VĐ   | Andy Murray (3)            | 4       | Thắng (3)  | 7–6(7–3), 4–6, 6–0                |       |
| |      |                            |         |            |                                   |       |
| Monte-Carlo Masters Monte-Carlo, Monaco ATP Tour Masters 1000 Đất nện, ngoài trời 13 – 19 tháng 4 năm 2015                   |      |                            |         |            |                                   |       |
| – | V1   | Miễn                       | Miễn    | Miễn       | Miễn                              |       |
| 28 / 772 | V2   | Albert Ramos               | 67      | Thắng      | 6–1, 6–4                          |       |
| 29 / 773 | V3   | Andreas Haider-Maurer      | 52      | Thắng      | 6–4, 6–0                          |       |
| 30 / 774 | TK   | Marin Čilić (8)            | 10      | Thắng      | 6–0, 6–3                          |       |
| 31 / 775 | BK   | Rafael Nadal (3)           | 5       | Thắng      | 6–3, 6–3                          |       |
| 32 / 776 | VĐ   | Tomáš Berdych (6)          | 8       | Thắng (4)  | 7–5, 4–6, 6–3                     |       |
| |      |                            |         |            |                                   |       |
| Internazionali BNL d'Italia Rome, Ý ATP Tour Masters 1000 Đất nện, ngoài trời 11 – 17 tháng 5 năm 2015                       |      |                            |         |            |                                   |       |
| – | V1   | Miễn                       | Miễn    | Miễn       | Miễn                              |       |
| 33 / 777 | V2   | Nicolás Almagro (PR)       | 174     | Thắng      | 6–1, 6–7(5–7), 6–3                |       |
| 34 / 778 | V3   | Thomaz Bellucci (Q)        | 68      | Thắng      | 5–7, 6–2, 6–3                     |       |
| 35 / 779 | TK   | Kei Nishikori (5)          | 6       | Thắng      | 6–3, 3–6, 6–1                     |       |
| 36 / 780 | BK   | David Ferrer (7)           | 8       | Thắng      | 6–4, 6–4                          |       |
| 37 / 781 | VĐ   | Roger Federer (2)          | 2       | Thắng (5)  | 6–4, 6–3                          |       |
| |      |                            |         |            |                                   |       |
| Giải quần vợt Pháp Mở rộng Paris, Pháp Grand Slam Đất nện, ngoài trời 25 tháng 5 – 7 tháng 6 năm 2015                        |      |                            |         |            |                                   |       |
| 38 / 782 | V1   | Jarkko Nieminen            | 86      | Thắng      | 6–2, 7–5, 6–2                     |       |
| 39 / 783 | V2   | Gilles Müller              | 55      | Thắng      | 6–1, 6–4, 6–4                     |       |
| 40 / 784 | V3   | Thanasi Kokkinakis (WC)    | 84      | Thắng      | 6–4, 6–4, 6–4                     |       |
| 41 / 785 | V4   | Richard Gasquet (20)       | 21      | Thắng      | 6–1, 6–2, 6–3                     |       |
| 42 / 786 | TK   | Rafael Nadal (6)           | 7       | Thắng      | 7–5, 6–3, 6–1                     |       |
| 43 / 787 | BK   | Andy Murray (3)            | 3       | Thắng      | 6–3, 6–3, 5–7, 5–7, 6–1           |       |
| 44 / 788 | CK   | Stan Wawrinka (8)          | 8       | Thua (2)   | 6–4, 4–6, 3–6, 4–6                |       |
| |      |                            |         |            |                                   |       |
| Wimbledon Luân Đôn, Vương quốc Liên hiệp Anh và Bắc Ireland Grand Slam Cỏ, ngoài trời 29 tháng 6 – 12 tháng 7 năm 2015       |      |                            |         |            |                                   |       |
| 45 / 789 | V1   | Philipp Kohlschreiber      | 33      | Thắng      | 6–4, 6–4                          |       |
| 46 / 790 | V2   | Jarkko Nieminen            | 92      | Thắng      | 6–4, 6–2, 6–3                     |       |
| 47 / 791 | V3   | Bernard Tomic (27)         | 26      | Thắng      | 6–3, 6–3                          |       |
| 48 / 792 | V4   | Kevin Anderson (14)        | 14      | Thắng      | 6–7(6–8), 6–7(6–8), 6–1, 6–4, 7–5 |       |
| 49 / 793 | TK   | Marin Čilić (9)            | 9       | Thắng      | 6–4, 6–4                          |       |
| 50 / 794 | BK   | Richard Gasquet (21)       | 20      | Thắng      | 7–6(7–2), 6–4, 6–4                |       |
| 51 / 795 | VĐ   | Roger Federer (2)          | 2       | Thắng (6)  | 7–6(7–1), 6–7(10–12), 6–4, 6–3    |       |
| |      |                            |         |            |                                   |       |
| Giải quần vợt Canada Mở rộng Montreal, Canada ATP Tour Masters 1000 Cứng, ngoài trời 10 – 16 tháng 8 năm 2015                |      |                            |         |            |                                   |       |
| – | V1   | Miễn                       | Miễn    | Miễn       | Miễn                              |       |
| 52 / 796 | V2   | Thomaz Bellucci            | 33      | Thắng      | 6–3, 7–6(7–4)                     |       |
| 53 / 797 | V3   | Jack Sock                  | 35      | Thắng      | 6–2, 6–1                          |       |
| 54 / 798 | TK   | Ernests Gulbis (Q)         | 87      | Thắng      | 5–7, 7–6(9–7), 6–1                |       |
| 55 / 799 | BK   | Jérémy Chardy              | 49      | Thắng      | 6–4, 6–4                          |       |
| 56 / 800 | CK   | Andy Murray (2)            | 3       | Thua (3)   | 4–6, 6–4, 3–6                     |       |
| |      |                            |         |            |                                   |       |
| Cincinnati Masters Cincinnati, Hoa Kỳ ATP Tour Masters 1000 Cứng, ngoài trời 17 – 23 tháng 8 năm 2015                        |      |                            |         |            |                                   |       |
| – | V1   | Miễn                       | Miễn    | Miễn       | Miễn                              |       |
| 57 / 801 | V2   | Benoît Paire (LL)          | 42      | Thắng      | 7–5, 6–2                          |       |
| 58 / 802 | V3   | David Goffin (13)          | 14      | Thắng      | 6–4, 2–6, 6–3                     |       |
| 59 / 803 | TK   | Stan Wawrinka (5)          | 5       | Thắng      | 6–4, 6–1                          |       |
| 60 / 804 | BK   | Alexandr Dolgopolov (Q)    | 66      | Thắng      | 4–6, 7–6(7–5), 6–2                |       |
| 61 / 805 | CK   | Roger Federer (2)          | 3       | Thua (4)   | 6–7(1–7), 3–6                     |       |
| |      |                            |         |            |                                   |       |
| Giải quần vợt Mỹ Mở rộng Thành phố New York, Hoa Kỳ Grand Slam Cứng, ngoài trời 31 tháng 8 – 13 tháng 9 năm 2015             |      |                            |         |            |                                   |       |
| 62 / 806 | V1   | João Souza                 | 89      | Thắng      | 6–1, 6–1, 6–1                     |       |
| 63 / 807 | V2   | Andreas Haider-Maurer      | 52      | Thắng      | 6–4, 6–1, 6–2                     |       |
| 64 / 808 | V3   | Andreas Seppi (25)         | 25      | Thắng      | 6–3, 7–5, 7–5                     |       |
| 65 / 809 | V4   | Roberto Bautista Agut (23) | 23      | Thắng      | 6–3, 4–6, 6–4, 6–3                |       |
| 66 / 810 | TK   | Feliciano López (18)       | 18      | Thắng      | 6–1, 3–6, 6–3, 7–6(7–2)           |       |
| 67 / 811 | BK   | Marin Čilić (9)            | 9       | Thắng      | 6–0, 6–1, 6–2                     |       |
| 68 / 812 | VĐ   | Roger Federer (2)          | 2       | Thắng (7)  | 6–4, 5–7, 6–4, 6–4                |       |
| |      |                            |         |            |                                   |       |
| China Open Bắc Kinh, Trung Quốc ATP Tour 500 Cứng, ngoài trời 5 – 11 tháng 10 năm 2015                                       |      |                            |         |            |                                   |       |
| 69 / 813 | V1   | Simone Bolelli (Q)         | 62      | Thắng      | 6–1, 6–1                          |       |
| 70 / 814 | V2   | Zhang Ze (WC)              | 219     | Thắng      | 6–2, 6–1                          |       |
| 71 / 815 | TK   | John Isner (6)             | 13      | Thắng      | 6–2, 6–2                          |       |
| 72 / 816 | BK   | David Ferrer (4)           | 7       | Thắng      | 6–2, 6–3                          |       |
| 73 / 817 | VĐ   | Rafael Nadal (3)           | 8       | Thắng (8)  | 6–2, 6–2                          |       |
| |      |                            |         |            |                                   |       |
| Shanghai Masters Thượng Hải, Trung Quốc ATP Tour Masters 1000 Cứng, ngoài trời 12 – 18 tháng 10 năm 2015                     |      |                            |         |            |                                   |       |
| – | V1   | Miễn                       | Miễn    | Miễn       | Miễn                              |       |
| 74 / 818 | V2   | Martin Kližan              | 44      | Thắng      | 6–2, 6–1                          |       |
| 75 / 819 | V3   | Feliciano López (15)       | 17      | Thắng      | 6–2, 6–3                          |       |
| 76 / 820 | TK   | Bernard Tomic              | 20      | Thắng      | 7–6(8–6), 6–1                     |       |
| 77 / 821 | BK   | Andy Murray (3)            | 2       | Thắng      | 6–1, 6–3                          |       |
| 78 / 822 | VĐ   | Jo-Wilfried Tsonga (16)    | 15      | Thắng (9)  | 6–2, 6–4                          |       |
| |      |                            |         |            |                                   |       |
| Paris Masters Paris, Pháp ATP Tour Masters 1000 Cứng, trong nhà 2 – 8 tháng 11 năm 2015                                      |      |                            |         |            |                                   |       |
| – | V1   | Miễn                       | Miễn    | Miễn       | Miễn                              |       |
| 79 / 823 | V2   | Thomaz Bellucci            | 40      | Thắng      | 7–5, 6–3                          |       |
| 80 / 824 | V3   | Gilles Simon (14)          | 15      | Thắng      | 6–3, 7–5                          |       |
| 81 / 825 | TK   | Tomáš Berdych (5)          | 5       | Thắng      | 7–6(7–3), 7–6(10–8)               |       |
| 82 / 826 | BK   | Stan Wawrinka (4)          | 4       | Thắng      | 6–3, 3–6, 6–0                     |       |
| 83 / 827 | VĐ   | Andy Murray (2)            | 3       | Thắng (10) | 6–2, 6–4                          |       |
| |      |                            |         |            |                                   |       |
| ATP World Tour Finals Luân Đôn, Vương quốc Liên hiệp Anh và Bắc Ireland ATP Finals Cứng, trong nhà 15 – 22 tháng 11 năm 2015 |      |                            |         |            |                                   |       |
| 84 / 828 | VB   | Kei Nishikori (8)          | 8       | Thắng      | 6–1, 6–1                          |       |
| 85 / 829 | VB   | Roger Federer (3)          | 3       | Thua       | 5–7, 2–6                          |       |
| 86 / 830 | VB   | Tomáš Berdych (6)          | 6       | Thắng      | 6–3, 7–5                          |       |
| 87 / 831 | BK   | Rafael Nadal (5)           | 5       | Thắng      | 6–3, 6–3                          |       |
| 88 / 832 | VĐ   | Roger Federer (3)          | 3       | Thắng (11) | 6–3, 6–4                          |       |
| |      |                            |         |            |                                   |       |

### Đôi
| Giải đấu | Trận | Vòng                                            | Đối thủ     | Xếp hạng | Kết quả                    | Tỷ số |
| --- | ---- | ----------------------------------------------- | ----------- | -------- | -------------------------- | ----- |
| Qatar ExxonMobil Open Doha, Qatar ATP Tour 250 Cứng, ngoài trời 5 – 10 tháng 1 năm 2015 Đồng đội: Filip Krajinović                                            |      |                                                 |             |          |                            |       |
| 1 / 84 | V1   | Scott Lipsky / Rajeev Ram                       | #32 / #51   | Thắng    | 6–2, 6–0                   |       |
| 2 / 85 | TK   | Juan Sebastián Cabal / Robert Farah Maksoud (3) | #22 / #23   | Thắng    | 6–3, 7–5                   |       |
| 3 / 86 | BK   | Juan Mónaco / Rafael Nadal                      | #151 / #—   | Thua     | 6–7(3–7), 1–6              |       |
| |      |                                                 |             |          |                            |       |
| Dubai Duty Free Tennis Championships Dubai, Các Tiểu vương quốc Ả Rập Thống nhất ATP Tour 500 Cứng, ngoài trời 23 - 28 tháng 2 năm 2015 Đồng đội: Laslo Djere |      |                                                 |             |          |                            |       |
| 4 / 87 | V1   | Rohan Bopanna / Daniel Nestor (4)               | #25 / #4    | Thua     | 2–6, 5–7                   |       |
| |      |                                                 |             |          |                            |       |
| Vòng 1 Davis Cup Nhóm thế giới Kraljevo, Serbia Davis Cup Cứng, trong nhà 6 – 8 tháng 3 năm 2015 Đồng đội: Nenad Zimonjić                                     |      |                                                 |             |          |                            |       |
| 5 / 88 | V1T3 | Marin Draganja / Franko Škugor                  | #22 / #115  | Thắng    | 6–3, 6–4, 6–1              |       |
| |      |                                                 |             |          |                            |       |
| Miami Open Miami, Hoa Kỳ ATP Tour Masters 1000 Cứng, ngoài trời 23 tháng 3– 5 tháng 4 năm 2015 Đồng đội: Janko Tipsarević                                     |      |                                                 |             |          |                            |       |
| 6 / 89 | V1   | Robert Lindstedt / Jürgen Melzer                | #34 / #38   | Thua     | 4–6, 6–3, [7–10]           |       |
| |      |                                                 |             |          |                            |       |
| Coupe Rogers Montreal, Canada ATP Tour Masters 1000 Cứng, ngoài trời 10 – 16 tháng 8 năm 2015 Đồng đội: Janko Tipsarević                                      |      |                                                 |             |          |                            |       |
| 7 / 90 | V1   | Andreas Seppi / Viktor Troicki                  | #295 / #188 | Thắng    | 6–4, 6–3                   |       |
| 8 / 91 | V2   | Rohan Bopanna / Florin Mergea (4)               | #10 / #8    | Thắng    | 6–3, 5–7, [10–3]           |       |
| 9 / 92 | TK   | Jamie Murray / John Peers (7)                   | #16 / #15   | Thắng    | 6–3, 6–7(5–7), [10–7]      |       |
| 10 / 93 | BK   | Daniel Nestor / Édouard Roger-Vasselin          | #28 / #26   | Thua     | 6–3, 1–6, [4–10]           |       |
| |      |                                                 |             |          |                            |       |
| China Open Bắc Kinh, Trung Quốc ATP Tour 500 Cứng, ngoài trời 5 – 11 tháng 10 năm 2015 Đồng đội: Djordje Djokovic                                             |      |                                                 |             |          |                            |       |
| 11 / 94 | V1   | Gong Maoxin / Michael Venus (WC)                | #137 / #49  | Thắng    | 7–6(7–5), 6–7(6–8), [11–9] |       |
| 12 / 95 | TK   | Vasek Pospisil / Jack Sock                      | #23 / #21   | Thua     | 4–6, 1–6                   |       |
| |      |                                                 |             |          |                            |       |

### Giao hữu

#### Đơn
| Giải đấu | Trận | Vòng              | Đối thủ | Xếp hạng | Kết quả  | Tỷ số |
| --- | ---- | ----------------- | ------- | -------- | -------- | ----- |
| World Tennis Championship 2015 Abu Dhabi, Các Tiểu vương quốc Ả Rập Thống nhất Cứng, ngoài trời 1 – 3 tháng 1 năm 2015 |      |                   |         |          |          |       |
| – | TK   | Miễn              | Miễn    | Miễn     | Miễn     |       |
| 1 | BK   | Stan Wawrinka (3) | 4       | Thắng    | 6–1, 6–2 |       |
| 2 | CK   | Andy Murray (4)   | 6       | W/O      | N/A      |       |
| |      |                   |         |          |          |       |

## Lịch thi đấu

### Đơn
| Ngày               | Giải đấu                                      | Thành phố          | Thể loại                    | Mặt sân             | Kết quả 2014       | Điểm 2014 | Điểm 2015 | Kết quả                                                          |
| ------------------ | --------------------------------------------- | ------------------ | --------------------------- | ------------------- | ------------------ | --------- | --------- | ---------------------------------------------------------------- |
| 05.01–10.01        | Qatar Open                                    | Doha               | ATP World Tour 250          | Cứng                | KTD                | 0         | 45        | Tứ kết (thua trước Ivo Karlovic, 7–6(7–2), 6–7(7–9), 3–6)        |
| 19.01–01.02        | Giải quần vợt Úc Mở rộng                      | Melbourne          | Grand Slam                  | Cứng                | TK                 | 360       | 2000      | Vô địch (đánh bại Andy Murray, 7–6(7–5), 6–7(4–7), 6–3, 6–0)     |
| 23.02–28.02        | Dubai Tennis Championships                    | Dubai              | ATP World Tour 500          | Cứng                | BK                 | 180       | 300       | Chung kết (thua trước Roger Federer, 3–6, 5–7)                   |
| 06.03–08.03        | Davis Cup Nhóm Thế giới: Serbia vs. Croatia   | Kraljevo           | Davis Cup                   | Cứng (trong nhà)    | V1                 | 0         | 40        | Vòng 1: SRB đánh bại CRO, 5–0 Serbia giành quyền vào TK NTG      |
| 09.03–22.03        | Indian Wells Masters                          | Indian Wells       | ATP World Tour Masters 1000 | Cứng                | VĐ                 | 1000      | 1000      | Vô địch (đánh bại Roger Federer, 6–3, 6–7(5–7), 6–2)             |
| 25.03–05.04        | Miami Open                                    | Miami              | ATP World Tour Masters 1000 | Cứng                | VĐ                 | 1000      | 1000      | Vô địch (đánh bại Andy Murray, 7–6(7–3), 4–6, 6–0)               |
| 13.04–19.04        | Monte-Carlo Masters                           | Monte-Carlo        | ATP World Tour Masters 1000 | Đất nện             | BK                 | 360       | 1000      | Vô địch (đánh bại Tomas Berdych, 7–5, 4–6, 6–3)                  |
| 03.05–10.05        | Madrid Open                                   | Madrid             | ATP World Tour Masters 1000 | Đất nện             | KTD                | 0         | 0         | Rút lui                                                          |
| 11.05–17.05        | Internazionali BNL d'Italia                   | Rome               | ATP World Tour Masters 1000 | Đất nện             | VĐ                 | 1000      | 1000      | Vô địch (đánh bại Roger Federer, 6–4, 6–3)                       |
| 24.05–07.06        | Giải quần vợt Pháp Mở rộng                    | Paris              | Grand Slam                  | Đất nện             | CK                 | 1200      | 1200      | Chung kết (thua trước Stan Wawrinka, 6–4, 4–6, 3–6, 4–6)         |
| 29.06–12.07        | Giải quần vợt Wimbledon                       | Luân Đôn           | Grand Slam                  | Cỏ                  | VĐ                 | 2000      | 2000      | Vô địch (đánh bại Roger Federer, 7–6(7–1), 6–7(10–12), 6–4, 6–3) |
| 17.07–19.07        | Davis Cup Nhóm Thế giới: Argentina vs. Serbia | Buenos Aires       | Davis Cup                   | Đất nện (trong nhà) | V1                 | 0         | 0         | Tứ kết: ARG đánh bại SRB, 4–1 (Novak Djokovic rút lui)           |
| 10.08–16.08        | Canadian Open                                 | Montreal           | ATP World Tour Masters 1000 | Cứng                | V3                 | 90        | 600       | Chung kết (thua trước Andy Murray, 4–6, 6–4, 3–6)                |
| 17.08–23.08        | Cincinnati Masters                            | Cincinnati         | ATP World Tour Masters 1000 | Cứng                | V3                 | 90        | 600       | Chung kết (thua trước Roger Federer, 6–7(1–7), 3–6)              |
| 31.08–13.09        | Giải quần vợt Mỹ Mở rộng                      | New York           | Grand Slam                  | Cứng                | BK                 | 720       | 2000      | Vô địch (đánh bại Roger Federer, 6–4, 5–7, 6–4, 6–4)             |
| 05.10–11.10        | China Open                                    | Bắc Kinh           | ATP World Tour 500          | Cứng                | VĐ                 | 500       | 500       | Vô địch (đánh bại Rafael Nadal, 6–2, 6–2)                        |
| 12.10–18.10        | Shanghai Masters                              | Thượng Hải         | ATP World Tour Masters 1000 | Cứng                | BK                 | 360       | 1000      | Vô địch (đánh bại Jo-Wilfried Tsonga, 6–2, 6–4)                  |
| 02.11–08.11        | Paris Masters                                 | Paris              | ATP World Tour Masters 1000 | Cứng (trong nhà)    | VĐ                 | 1000      | 1000      | Vô địch (đánh bại Andy Murray, 6–2, 6–4)                         |
| 15.11–22.11        | ATP World Tour Finals                         | Luân Đôn           | ATP World Tour Finals       | Cứng (trong nhà)    | VĐ                 | 1500      | 1300      | Vô địch (đánh bại Roger Federer, 6–3, 6–4)                       |
| Tổng điểm cuối năm | Tổng điểm cuối năm                            | Tổng điểm cuối năm | Tổng điểm cuối năm          | Tổng điểm cuối năm  | Tổng điểm cuối năm | 11360     | 16585     | 5225                                                             |

### Đôi
| Ngày               | Giải đấu                                      | Thành phố          | Thể loại                    | Mặt sân             | Kết quả 2014       | Điểm 2014 | Điểm 2015 | Kết quả                                                      |
| ------------------ | --------------------------------------------- | ------------------ | --------------------------- | ------------------- | ------------------ | --------- | --------- | ------------------------------------------------------------ |
| 05.01–10.01        | Qatar Open                                    | Doha               | ATP World Tour 250          | Cứng                | V1                 | (0)       | 90        | Bán kết (thua trước Mónaco/Nadal, 6–7(3–7), 1–6)             |
| 23.02–28.02        | Dubai Tennis Championships                    | Dubai              | ATP World Tour 500          | Cứng                | V1                 | (0)       | (0)       | Vòng 1 (thua trước Bopanna/Nestor, 2–6, 5–7)                 |
| 06.03–08.03        | Davis Cup Nhóm Thế giới: Serbia vs. Croatia   | Kraljevo           | Davis Cup                   | Cứng (trong nhà)    | V1                 | 0         | 50        | Vòng 1: SRB đánh bại CRO, 5–0 Serbia giành quyền vào TK NTG  |
| 09.03–22.03        | Indian Wells Masters                          | Indian Wells       | ATP World Tour Masters 1000 | Cứng                | V1                 | (0)       | 0         | Rút lui                                                      |
| 25.03–05.04        | Miami Open                                    | Miami              | ATP World Tour Masters 1000 | Cứng                | KTD                | 0         | (0)       | Vòng 1 (thua trước Lindstedt/Melzer, 4–6, 6–3, [7–10])       |
| 17.07–19.07        | Davis Cup Nhóm Thế giới: Argentina vs. Serbia | Buenos Aires       | Davis Cup                   | Đất nện (trong nhà) | V1                 | 0         | 0         | Tứ kết: ARG đánh bại SRB, 4–1 (Novak Djokovic rút lui)       |
| 10.08–16.08        | Canadian Open                                 | Montreal           | ATP World Tour Masters 1000 | Cứng                | V2                 | 90        | 360       | Bán kết (thua trước Nestor/Roger-Vasselin, 6–3, 1–6, [4–10]) |
| 05.10–11.10        | China Open                                    | Bắc Kinh           | ATP World Tour 500          | Cứng                | TK                 | (0)       | 90        | Tứ kết (thua trước Pospisil/Sock, 4–6, 1–6)                  |
| Tổng điểm cuối năm | Tổng điểm cuối năm                            | Tổng điểm cuối năm | Tổng điểm cuối năm          | Tổng điểm cuối năm  | Tổng điểm cuối năm | 90        | 590       | 500                                                          |

## Các thành tích trong năm

### Thành tích đối đầu
Novak Djokovic có thành tích 31–5 (86.11%) trước các tay vợt top 10, 25–1 (96.15%) trước các tay vợt top 11–50, 26–0 (100%) trước các tay vợt khác; 64–6 (91.43%) trước các tay vợt thuận tay phải và 18–0 (100%) trước các tay vợt thuận tay trái.

Sắp xếp theo số trận thắng (In đậm là tay vợt top 10 tại thời điểm diễn ra trận đấu, in nghiêng là tay vợt top 50; "L" là tay vợt thuận tay trái).
- Andy Murray               6–1 (85.71%)
- Roger Federer             5–3 (62.5%)
- Rafael Nadal (L)         4–0 (100%)
- Tomáš Berdych             4–0 (100%)
- David Ferrer              3–0 (100%)
- Marin Čilić               3–0 (100%)
- John Isner                  3–0 (100%)
- Thomaz Bellucci (L)  3–0 (100%)
- Stan Wawrinka          3–1 (75%)
- Kei Nishikori          2–0 (100%)
- Richard Gasquet  2–0 (100%)
- Feliciano López (L)          2–0 (100%)
- Alexandr Dolgopolov          2–0 (100%)
- Jarkko Nieminen (L) 2–0 (100%)
- Bernard Tomic            2–0 (100%)
- Martin Kližan (L)            2–0 (100%)
- Gilles Müller (L)           2–0 (100%)
- Albert Ramos (L)                2–0 (100%)
- Andreas Haider-Maurer        2–0 (100%)
- Milos Raonic           1–0 (100%)
- Jo-Wilfried Tsonga  1–0 (100%)
- Gilles Simon             1–0 (100%)
- Fernando Verdasco (L)        1–0 (100%)
- Marcos Baghdatis             1–0 (100%)
- Nicolás Almagro  1–0 (100%)
- Ernests Gulbis              1–0 (100%)
- Kevin Anderson 1–0 (100%)
- David Goffin             1–0 (100%)
- Roberto Bautista Agut  1–0 (100%)
- Philipp Kohlschreiber  1–0 (100%)
- Andreas Seppi  1–0 (100%)
- Benoît Paire 1–0 (100%)
- Jack Sock                1–0 (100%)
- Jérémy Chardy            1–0 (100%)
- Vasek Pospisil               1–0 (100%)
- Sergiy Stakhovsky           1–0 (100%)
- Andrey Golubev              1–0 (100%)
- Simone Bolelli       1–0 (100%)
- Steve Darcis                 1–0 (100%)
- Aljaž Bedene                1–0 (100%)
- Dušan Lajović                1–0 (100%)
- Andrey Kuznetsov             1–0 (100%)
- Thanasi Kokkinakis           1–0 (100%)
- João Souza     1–0 (100%)
- Marsel İlhan                 1–0 (100%)
- Zhang Ze       1–0 (100%)
- Mate Delić                   1–0 (100%)
- Ivo Karlović             0–1 (0%)

### Các trận chung kết

#### Đơn: 15 (11 danh hiệu, 4 á quân)
| Thể loại                          |
| --------------------------------- |
| Grand Slam (3–1)                  |
| ATP World Tour Finals (1–0)       |
| ATP World Tour Masters 1000 (6–2) |
| ATP World Tour 500 (1–1)          |
| ATP World Tour 250 (0–0)          |

| Danh hiệu theo mặt sân |
| ---------------------- |
| Cứng (8–3)             |
| Đất nện (2–1)          |
| Cỏ (1–0)               |

| Danh hiệu theo điều kiện |
| ------------------------ |
| Ngoài trời (9–4)         |
| Trong nhà (2–0)          |

| Kết quả | Số  | Ngày                 | Giải đấu                                                             | Mặt sân          | Đối thủ trong trận chung kết | Tỷ số trong trận chung kết     |
| ------- | --- | -------------------- | -------------------------------------------------------------------- | ---------------- | ---------------------------- | ------------------------------ |
| Vô địch | 49. | 1 tháng 2 năm 2015   | Úc Mở rộng, Úc (5)                                                   | Cứng             | Andy Murray                  | 7–6(7–5), 6–7(4–7), 6–3, 6–0   |
| Á quân  | 23. | 28 tháng 2 năm 2015  | Dubai Tennis Championships, Các Tiểu vương quốc Ả Rập Thống nhất     | Cứng             | Roger Federer                | 3–6, 5–7                       |
| Vô địch | 50. | 22 tháng 3 năm 2015  | Indian Wells Masters, Hoa Kỳ (4)                                     | Cứng             | Roger Federer                | 6–3, 6–7(5–7), 6–2             |
| Vô địch | 51. | 5 tháng 4 năm 2015   | Miami Open, Hoa Kỳ (5)                                               | Cứng             | Andy Murray                  | 7–6(7–3), 4–6, 6–0             |
| Vô địch | 52. | 19 tháng 4 năm 2015  | Monte-Carlo Masters, Monaco (2)                                      | Đất nện          | Tomáš Berdych                | 7–5, 4–6, 6–3                  |
| Vô địch | 53. | 17 tháng 5 năm 2015  | Internazionali BNL d'Italia, Ý (4)                                   | Đất nện          | Roger Federer                | 6–4, 6–3                       |
| Á quân  | 24. | 7 tháng 6 năm 2015   | Pháp Mở rộng, Pháp (3)                                               | Đất nện          | Stan Wawrinka                | 6–4, 4–6, 3–6, 4–6             |
| Vô địch | 54. | 12 tháng 7 năm 2015  | Giải quần vợt Wimbledon, Vương quốc Liên hiệp Anh và Bắc Ireland (3) | Cỏ               | Roger Federer                | 7–6(7–1), 6–7(10–12), 6–4, 6–3 |
| Á quân  | 25. | 16 tháng 8 năm 2015  | Canada Mở rộng, Canada                                               | Cứng             | Andy Murray                  | 4–6, 6–4, 3–6                  |
| Á quân  | 26. | 23 tháng 8 năm 2015  | Cincinnati Masters, Hoa Kỳ (5)                                       | Cứng             | Roger Federer                | 6–7(1–7), 3–6                  |
| Vô địch | 55. | 13 tháng 9 năm 2015  | Mỹ Mở rộng, Hoa Kỳ (2)                                               | Cứng             | Roger Federer                | 6–4, 5–7, 6–4, 6–4             |
| Vô địch | 56. | 11 tháng 10 năm 2015 | China Open, Trung Quốc (6)                                           | Cứng             | Rafael Nadal                 | 6–2, 6–2                       |
| Vô địch | 57. | 18 tháng 10 năm 2015 | Shanghai Masters, Trung Quốc (3)                                     | Cứng             | Jo-Wilfried Tsonga           | 6–2, 6–4                       |
| Vô địch | 58. | 8 tháng 11 năm 2015  | Paris Masters, Pháp (4)                                              | Cứng (trong nhà) | Andy Murray                  | 6–2, 6–4                       |
| Vô địch | 59. | 22 tháng 11 năm 2015 | ATP World Tour Finals, Vương quốc Liên hiệp Anh và Bắc Ireland (5)   | Cứng (trong nhà) | Roger Federer                | 6–3, 6–4                       |

### Tiền thưởng
- In đậm biểu thị giải đấu vô địch

| 1.                                 | Qatar ExxonMobil Open                | $31,690     | $31,690     |
| 2.                                 | Giải quần vợt Úc Mở rộng             | A$3,100,000 | $2,577,720  |
| 3.                                 | Dubai Duty Free Tennis Championships | $227,640    | $2,805,360  |
| 4.                                 | BNP Paribas Open                     | $900,400    | $3,705,760  |
| 5.                                 | Miami Open                           | $900,400    | $4,606,160  |
| 6.                                 | Monte-Carlo Rolex Masters            | €628,100    | $5,271,757  |
| 7.                                 | Internazionali BNL d'Italia          | €628,100    | $5,975,103  |
| 8.                                 | Roland Garros                        | €900,000    | $6,965,733  |
| 9.                                 | Wimbledon                            | £1,880,000  | $9,924,289  |
| 10.                                | Coupe Rogers                         | $336,000    | $10,260,289 |
| 11.                                | Western & Southern Open              | $358,375    | $10,618,664 |
| 12.                                | Giải quần vợt Mỹ Mở rộng             | $3,800,000  | $13,918,664 |
| 13.                                | China Open                           | $654,725    | $14,573,389 |
| 14.                                | Shanghai Rolex Masters               | $913,600    | $15,486,989 |
| 15.                                | BNP Paribas Masters                  | €653,700    | $16,206,125 |
| 16.                                | ATP World Tour Finals                | $2,061,000  | $18,267,125 |
| Tiền thưởng thêm                   | Tiền thưởng thêm                     | $2,825,000  | $21,092,125 |
| Đôi                                | Đôi                                  |             | $54,020     |
| Tổng số                            | Tổng số                              |             | $21,146,145 |
| Tính đến ngày 23 tháng 11 năm 2015 |                                      |             |             |

- nguồn: ATP Tour

### Giải thưởng và đề cử
- Giải thưởng Thể thao Thế giới Laureus cho Vận động viên nam của năm[25]
- Tay vợt của năm ATP World Tour[26]
- Giải thưởng ESPY cho Tay vợt nam xuất sắc nhất
- ITF Men's World Champion[27]
- Vận động viên nam xuất sắc nhất của Uỷ ban Olympic Serbia
- Huy hiệu Vàng của DSL Sport
- Vận động viên quốc tế của năm Eurosport[28][29]